# Ebba Myrberg
Ebba Sofia Matilda Myrberg, gift Bohman, född 4 december 1910 i Hedvig Eleonora församling i Stockholm, död 17 januari 2000 i Engelbrekts församling i Stockholm, var den första svenska mästarinnan i längdhopp. Hon vann SM-titeln 1928 med ett hopp på 5,14 meter. Ebba Myrberg representerade Djurgårdens IF.